# Castelginest
Castelginest è un comune francese di 11 033 abitanti situato nel dipartimento dell'Alta Garonna nella regione dell'Occitania.

## Storia

### Simboli
Lo stemma è stato creato nel 1985. Nel primo quarto è rappresentato il ponte di Castelginest e il centro della tenuta appartenente al monastero Saint-Sernin di Tolosa dal XII secolo. Nel quarto il ramo di ginestra (in francese genêts) fa riferimento al nome del paese.

## Monumenti e luoghi d'interesse

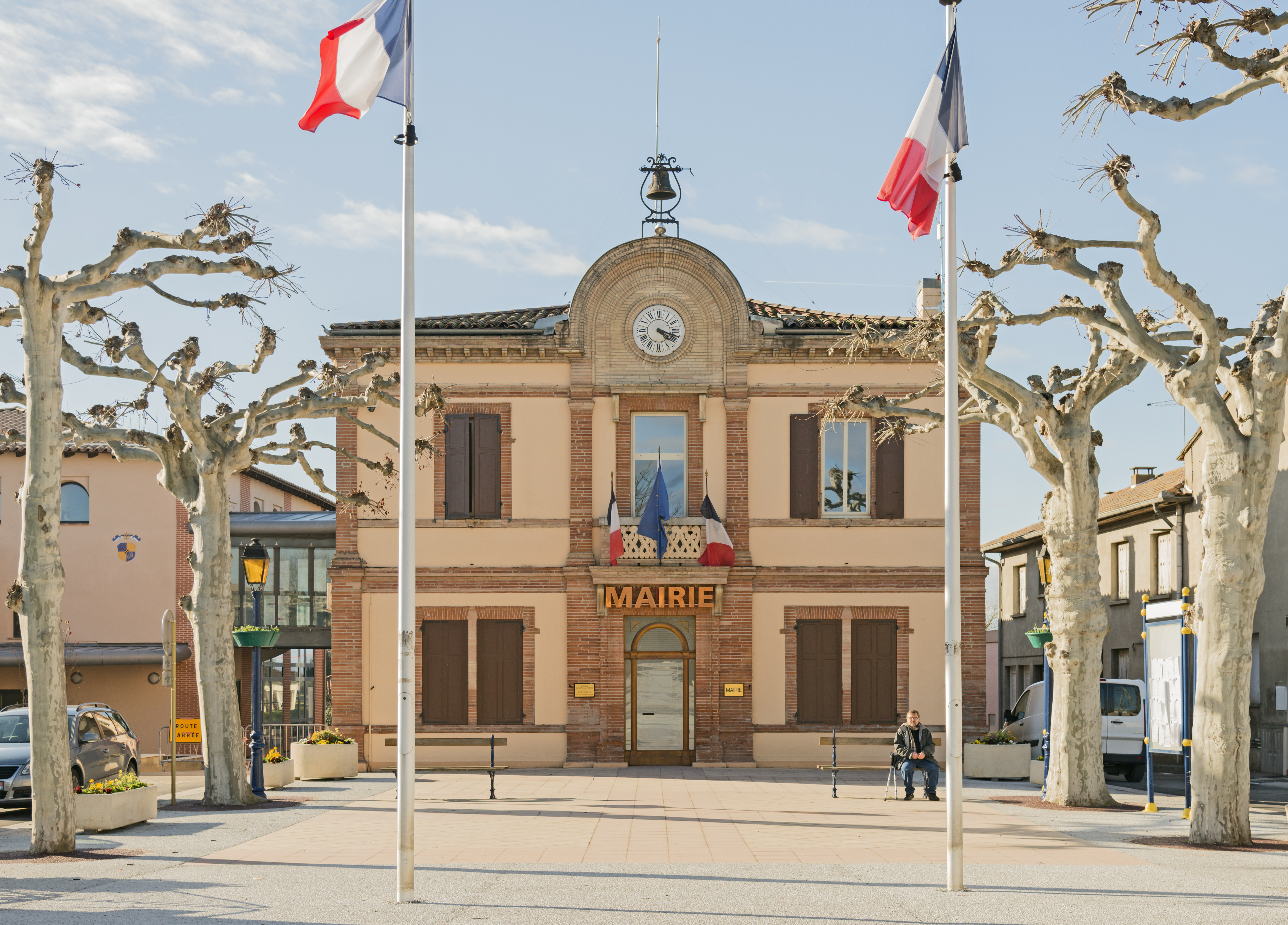
Il municipio
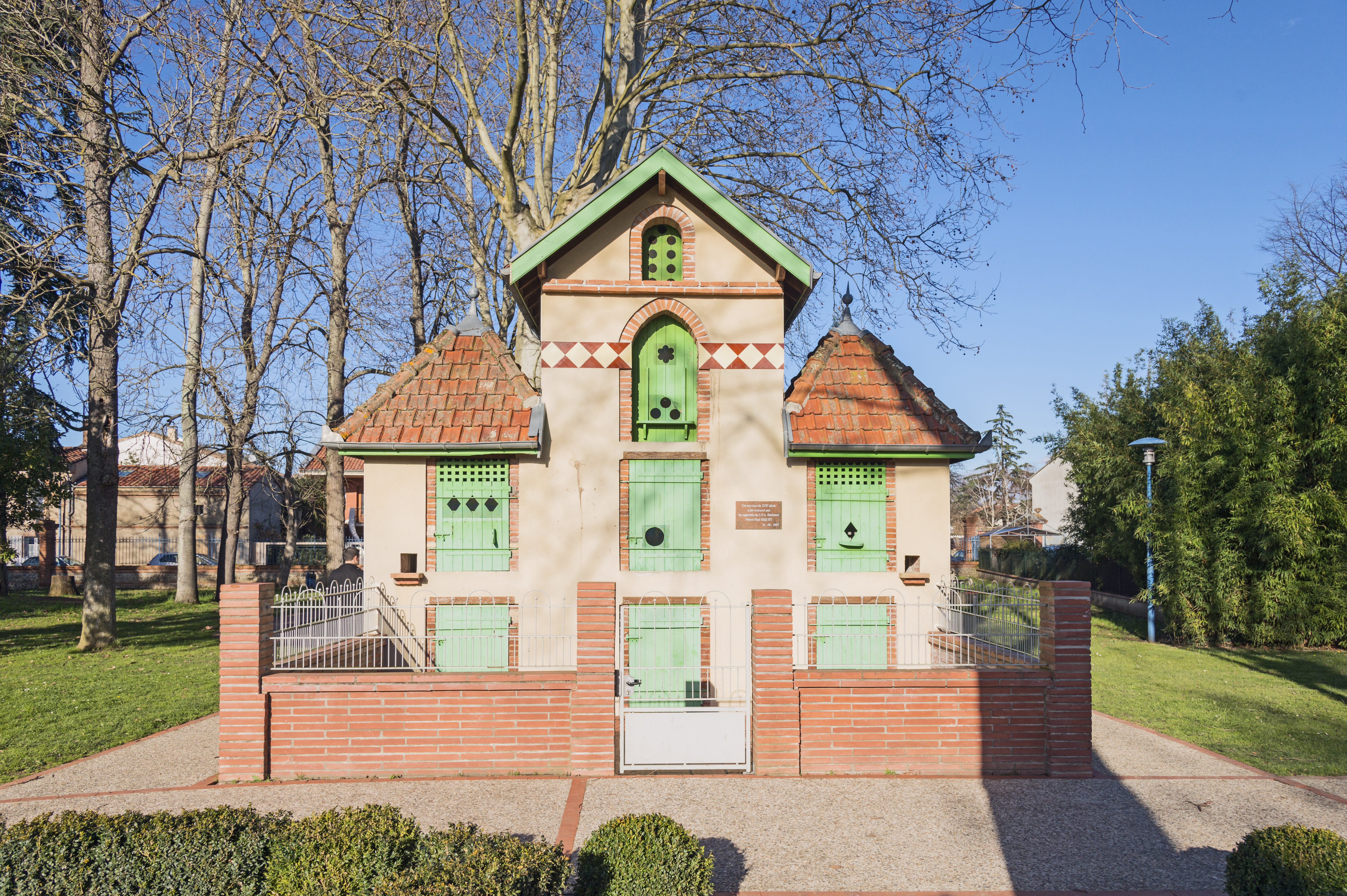
Colombaia
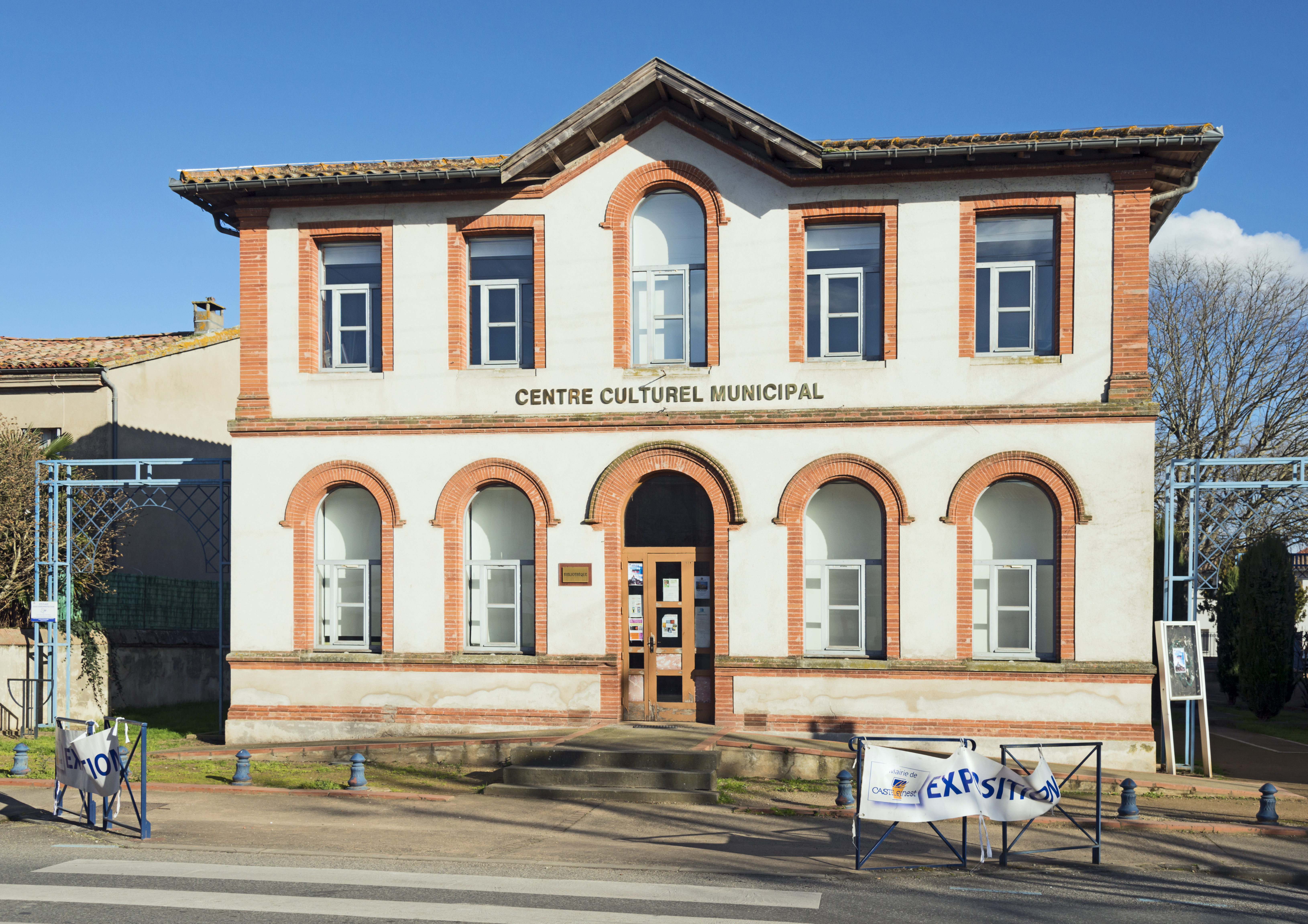
Il centro culturale comunale
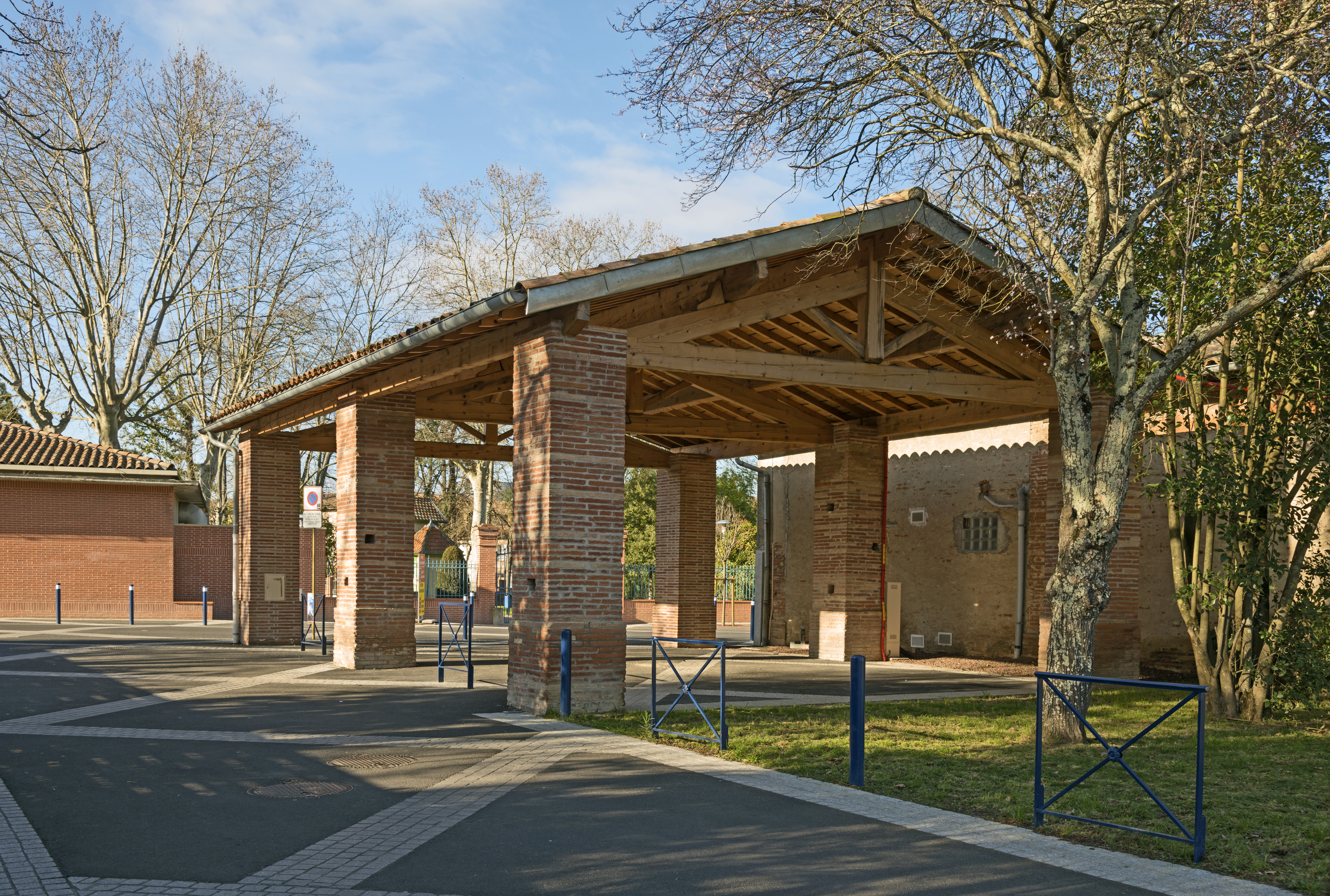
Il mercato coperto
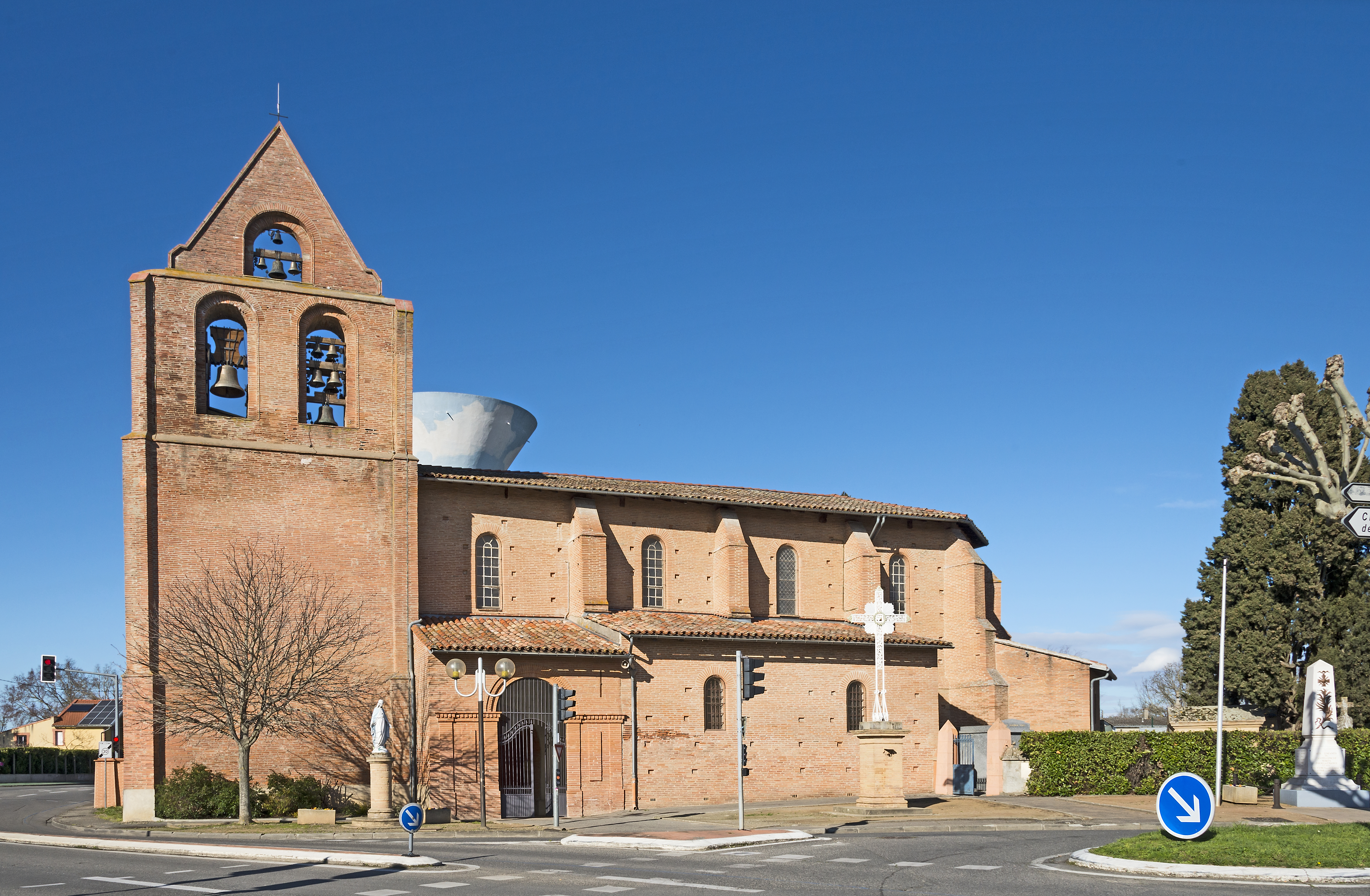
Chiesa di Santo Stefano
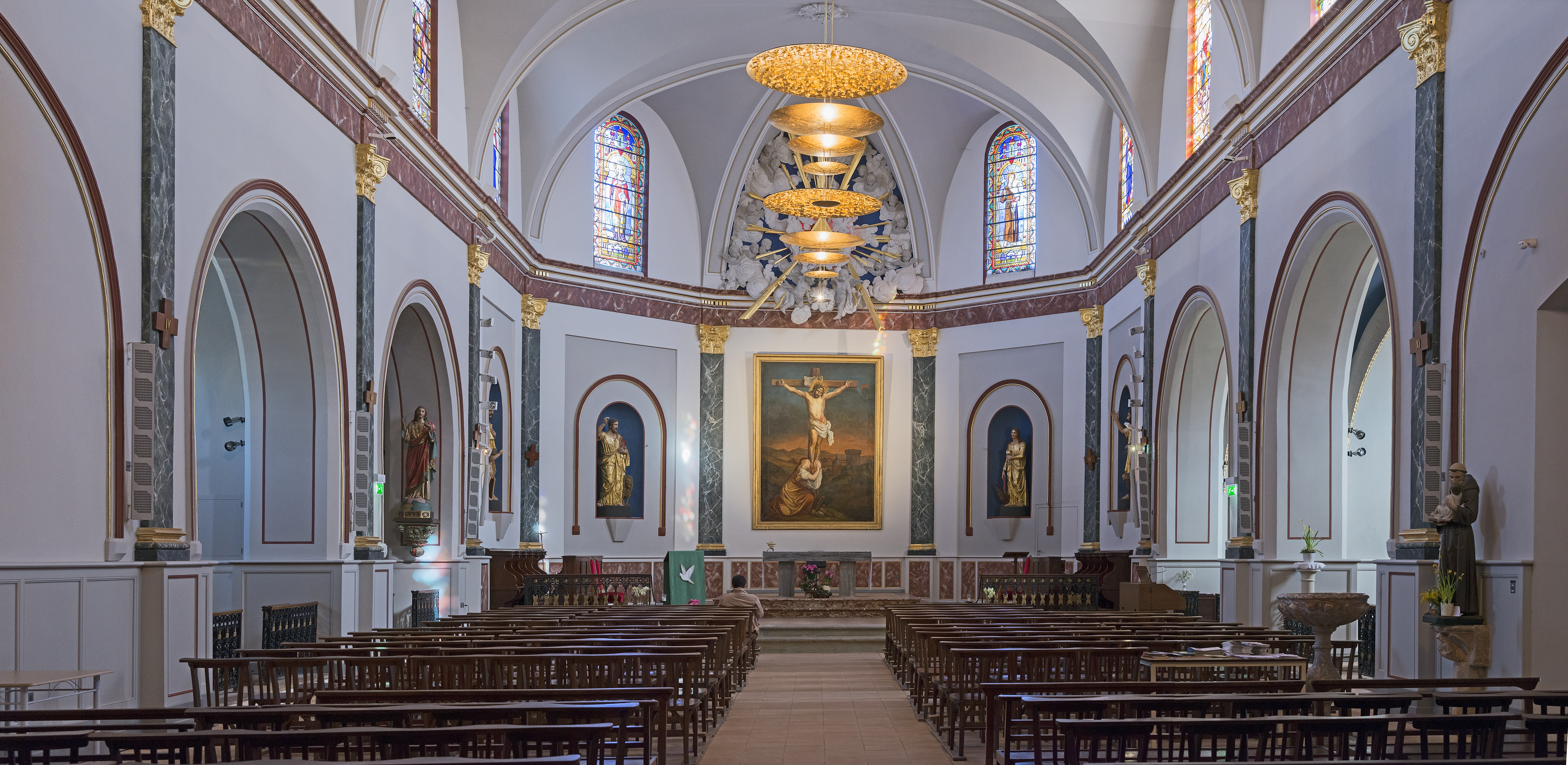
Chiesa di Santo Stefano, interno

## Società

### Evoluzione demografica
Abitanti censiti

## Amministrazione

### Gemellaggi
- Ponte di Piave, dal 17 ottobre 1987[2]